# Macrocera picturata
Macrocera picturata är en tvåvingeart som beskrevs av Edwards 1933. Macrocera picturata ingår i släktet Macrocera och familjen platthornsmyggor. Inga underarter finns listade i Catalogue of Life.